# Capixaba-Dryades-Fledermaus

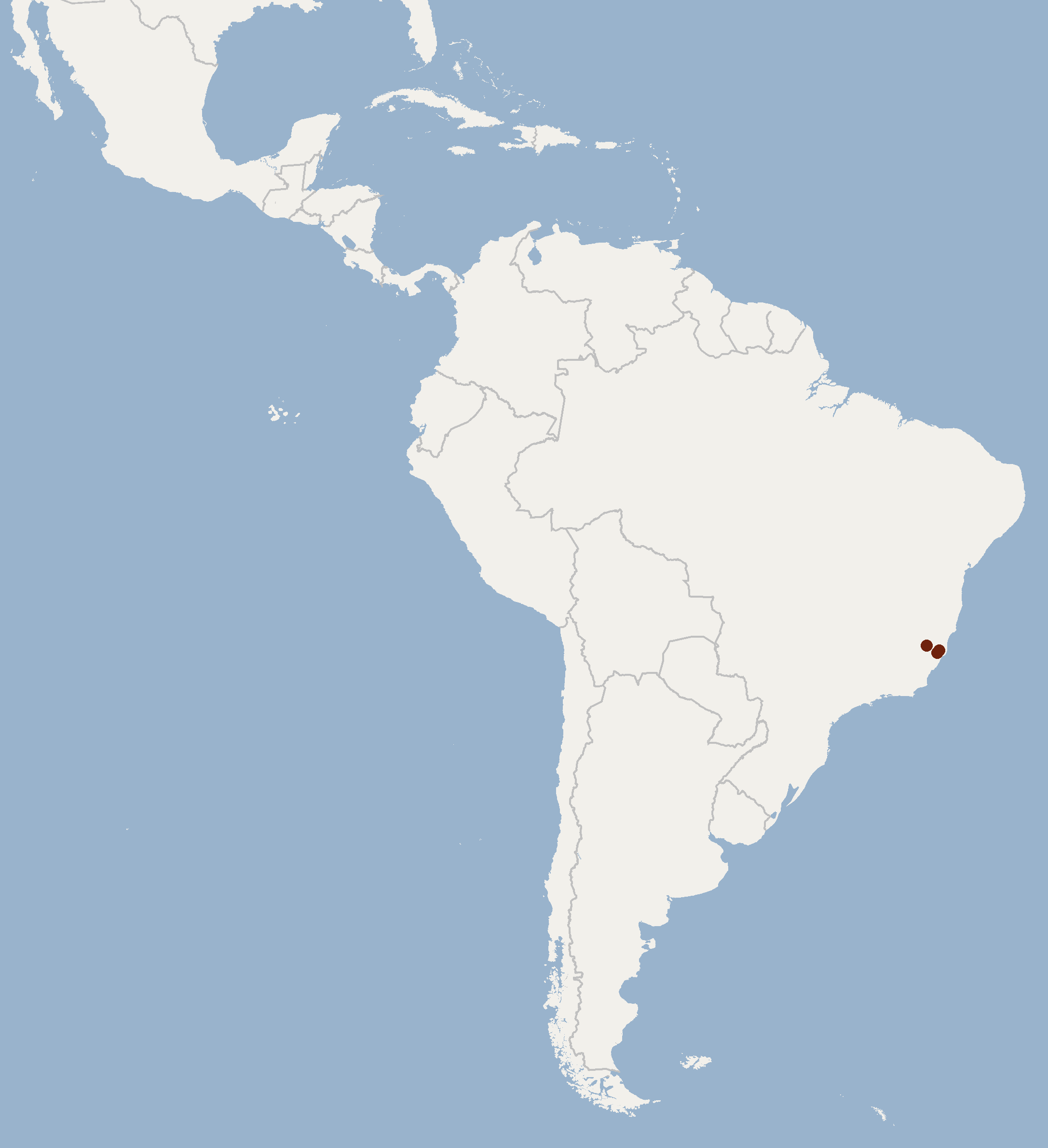
Karte von Südamerika mit den ersten Fundorten markiert

Die Capixaba-Dryades-Fledermaus (Dryadonycteris capixaba) ist eine im östlichen Brasilien endemische Fledermaus in der Unterfamilie der Blütenfledermäuse. Die Art wurde 2012 wissenschaftlich beschrieben und ist der einzige Vertreter der monotypischen Gattung Dryadonycteris.

## Merkmale
Diese kleine Fledermaus ist mit einem etwa 6 mm langen Schwanz 56 mm lang und wiegt um 5 g. Sie hat 29 bis 32 mm lange Unterarme, die Ohren erreichen 10 mm Länge und die Hinterfüße sowie der Fersensporn (Calcar) sind etwa 8 mm lang. Das für Blattnasen typische Nasenblatt hat eine hufeisenförmige Grundform, die mit der Oberlippe verwachsen ist, einen Mittelteil und einen fast dreieckigen Aufsatz. Typisch sind eine leicht verlängerte Schnauze und moderat lange Vibrissen. Der Tragus erreicht etwa ein Drittel der Länge der Ohren und gleicht einem Spatenblatt in der Form. Die dunkelbraune Schwanzflughaut ist mit 15 mm Länge in Verlängerung des Schwanzes sehr breit und leicht behaart. Die Haare bilden keinen Saum an der Kante. Das Fell besteht generell aus bis zu 7 mm langen Haaren die drei- bis vierfarbig aufgebaut sind. Sie sind an der Wurzel hellbraun, in der Mitte meist etwas dunkler beige und am Ende dunkelbraun. Einige Haare an der Oberseite können helle Spitzen besitzen, was an Raureif erinnert. Auf der Unterseite sind die beiden hellen Abschnitte fast gleichfarbig, womit sie heller erscheint. Die Fotos der Erstbeschreibung zeigen dunkelbraune Flügel.
Die Zahnformel von Dryadonycteris capixaba lautet I 2/0, C 1/1, P 2/3, M 3/3, was 30 Zähne im Gebiss ergibt. Von den oberen Schneidezähnen sind die inneren breiter und die äußeren ähneln einer Nagelspitze. Es sind leicht gebogene obere Eckzähne vorhanden. Bei den oberen Prämolaren ist der zweite größer als der erste. Die äußeren beiden oberen Molaren unterscheiden sich in der Größe und Form der Krone vom dritten Molar. Die unteren Eckzähne sind gerade, die inneren beiden Prämolaren des Unterkiefers sind nicht so hoch wie der äußere und die beiden äußeren Molaren sind breiter als der dritte. Ein weiteres Kennzeichen ist die Lücke zwischen den oberen inneren Schneidezähnen.
Von den anderen Blütenfledermäusen fehlen nur den Vertretern der Gattung Anoura die unteren Schneidezähne. Diese haben jedoch einen viel kürzeren Schwanz und eine schmale Schwanzflughaut. Bei der Gattung Anoura ist der obere Teil des Hufeisens mit der Kopfhaut verwachsen, während er bei Dryadonycteris frei liegt. Nur bei dieser Art erreicht der Fersensporn fast die Länge des Fußes, wobei er bei anderen Blütenfledermäusen und Mitgliedern der Unterfamilie Lonchophyllinae kürzer ist. Mit Ausnahme der Dunklen Blumenfledermaus, der Underwood-Blattnase und der Langschwanz-Blumenfledermäuse (Choeroniscus) haben keine nahen verwandten Fledermäuse Unterarme, die kürzer als 33 mm sind.

## Verbreitung
Die Art lebt im östlichen Brasilien in den Bundesstaaten Espirito Santo, Minas Gerais, Sergipe, Alagoas und Pernambuco. Sie hält sich in der Region Mata Atlântica mit feuchten Wäldern auf. Die Wälder haben einen Aufbau aus 9 bis 14 Meter hohen Bäumen, die von einigen 30 oder selten 40 Meter hohen Bäumen überragt werden. Da dies viel Schatten erzeugt, ist fast kein Unterwuchs vorhanden. Im Norden sind die Bäume mit bis zu 20 Metern etwas niedriger.
Die Art galt nach ihrer Erstbeschreibung zunächst als möglicher endemischer Bewohner der Mata Atlântica. Später wurde sie auch viel weiter nördlich, im Nordosten Brasiliens, nachgewiesen. Hier lebt sie auch in Palmensümpfen der Cerrados. Wahrscheinlich beziehen sich alle Angaben von Choeroniscus minor außerhalb des amazonischen Regenwalds in Wirklichkeit auf diese Art.

## Lebensweise
Das Tier wurde mit Hilfe von Japannetzen am Abend und in der frühen Nacht gefangen. Gleichzeitig waren andere Blütenfledermäuse, das Schwarze Mausohr und die Große Samtfledermaus unterwegs. Aus der Region sind auch die Kleine Zweistreifenfledermaus, der Gemeine Vampir und der Kleine Zwergfruchtvampir bekannt. Vermutlich frisst die Art wie andere Mitglieder der Unterfamilie Pollen und Nektar.

## Gefährdung
In mehreren Bereichen der Wälder findet intensive Forstwirtschaft statt. Die zur Erstbeschreibung verwendeten Exemplare wurden in Naturschutzgebieten gefangen. Die IUCN listet die Art aufgrund der unbekannten Populationsgröße mit unzureichende Datenlage (data deficient).

## Taxonomie und Systematik
Art und Gattung wurden 2012 durch eine Gruppe von Forschern an der Universidade Federal do Rio de Janeiro und des American Museum of Natural History anhand von Tieren neu beschrieben, die vorher als Kleine Langschwanz-Blumenfledermaus (Choeroniscus minor) fehlbestimmt worden waren. Der wissenschaftliche Name der Gattung weist auf die Dryaden, Waldnymphen der griechischen Mythologie, hin. Der zweite Teil ist altgriechisch für Fledermaus. Zusammen ergibt sich so „Fledermaus der Dryaden“ in Bedeutung von „Fledermaus des (atlantischen) Waldes“ (der Name „Dryades“ für die Mata Atlântica geht auf einen Vorschlag von Carl Friedrich Philipp von Martius zurück). Der Artzusatz capixaba ist aus der Tupi-Sprache übernommen und bezeichnet eine Gruppe von Ureinwohnern des Bundesstaates Espírito Santo.
Innerhalb der Unterfamilie der Blütenfledermäuse (Phyllostomidae) wird die Gattung der Tribus Choeronycterini zugeordnet.